# José Antonio García-Blanco
José Antonio García-Blanco Peinador (Santiago de Compostela, 21 de abril de 1929 — Madrid, 3 de setembro de 2007) foi um advogado e poeta espanhol da segunda geração do pós-guerra (a Generación de los 50) que se destacou pelo seu inconformismo e oposição ao franquismo. Publicou o seu primeiro livro de poemas em 1957, no Club Universitario, com o título Poemas de agua, a que se seguiram Y toda la sangre derramada, Poemas para la libertad, La muerte del Cristo e El caserío como un harapo.